# Келли, Райан (баскетболист)
Ра́йан Мэ́ттью Ке́лли (англ. Ryan Matthew Kelly; родился 9 апреля 1991 года в Кармеле, штат Нью-Йорк, США) — американский профессиональный баскетболист, выступающий за баскетбольный клуб «Сан Рокерс Сибуя».

## Биография

### Школьная карьера
На протяжении четырёх лет Келли играл на позиции форварда за школу Рэйвенкрофт. За это время он установил ряд рекордов своей школы: по количеству набранных очков (2065), по количеству набранных очков в среднем за матч (17,5), по блок-шотам (379), по подборам (950), по штрафным броскам (134), по количество бросков (864) и по проценту реализации бросков (60 %). В свой выпускной год Райан набирал по 25,2 очка, 10,2 подбора в среднем за матч. Участвовал в выставочном матче McDonald’s All-American 2009 года. И был в Топ-20 списка рекрутинга по версии Scout.com (№ 12), ESPN (№ 17) и Rivals.com (№ 20).

### Дьюк Блю Девилз
В Университете Дьюка Келли играл под руководством Майка Кшижевски. В свой первый сезон он выходил скамейки запасных, подменяя Кайла Синглера. Келли получал мало игрового времени, но принял участие в 35 матчах. «Дьюк» провёл чемпионский сезон, выиграв главный турнир NCAA. Таким образом в свой первый сезон в колледже Райан стал чемпионом NCAA. В сезоне 2010/11 годов Келли стал играть более важную роль в команде, он лидировал по количеству спровоцированных фолов в нападении (19), а также был вторым в «Блю Девилз» по количеству блок-шотов (51). В следующем году Келли был выбран капитаном «Блю Девилз». Он был третьим в команде по количеству очков в среднем за игру (11,8), по подборам (167) и блок-шотам (31). Был назван самым важным игроком Maui Invitational. Пропустил конец сезона из-за травмы ноги. В начале своего последнего сезона Келли продолжала беспокоить та же травма, из-за которой он пропустил несколько недель. 9 апреля 2013 года «Дьюк» объявил о том, что Келли будет сделана операция и время восстановления составит около 12 недель. Кшижевски выступил со словами поддержки, отметив, что Райан играл через боль последние игры, и выразил уверенность, что он восстановится и продолжит карьеру в НБА.

### Профессиональная карьера

#### Лос-Анджелес Лейкерс
Келли был выбран под общим 48-м номером командой «Лос-Анджелес Лейкерс» на драфте 2013 года. 20 сентября он подписал контракт с «Лейкерс». В свой первый сезон Келли несколько раз отправляли в «Лос-Анджелес Ди-Фендерс» — клуб «Лиги развития НБА».
21 июля 2014 года подписал с «Лейкерс» продление контракта сроком на два года. Летом 2016 года «Лейкерс» не сделали Келли, у которого закончился контракт, новое квалификационное предложение, в результате чего он стал неограниченно свободным агентом.

## Статистика

### Статистика в НБА
| Сезон                                                                                    | Команда | Регулярный сезон | Регулярный сезон | Регулярный сезон | Регулярный сезон | Регулярный сезон | Регулярный сезон | Регулярный сезон | Регулярный сезон | Регулярный сезон | Регулярный сезон | Регулярный сезон | Серия плей-офф | Серия плей-офф | Серия плей-офф | Серия плей-офф | Серия плей-офф | Серия плей-офф | Серия плей-офф | Серия плей-офф | Серия плей-офф | Серия плей-офф | Серия плей-офф |
| Сезон                                                                                    | Команда | GP               | GS               | MPG              | FG%              | 3P%              | FT%              | RPG              | APG              | SPG              | BPG              | PPG              | GP             | GS             | MPG            | FG%            | 3P%            | FT%            | RPG            | APG            | SPG            | BPG            | PPG            |
| ---------------------------------------------------------------------------------------- | ------- | ---------------- | ---------------- | ---------------- | ---------------- | ---------------- | ---------------- | ---------------- | ---------------- | ---------------- | ---------------- | ---------------- | -------------- | -------------- | -------------- | -------------- | -------------- | -------------- | -------------- | -------------- | -------------- | -------------- | -------------- |
| 2013/14                                                                                  | Лейкерс | 59               | 25               | 22,2             | 42,3             | 33,8             | 81,5             | 3,7              | 1,6              | 0,5              | 0,8              | 8,0              | Не участвовал  | Не участвовал  | Не участвовал  | Не участвовал  | Не участвовал  | Не участвовал  | Не участвовал  | Не участвовал  | Не участвовал  | Не участвовал  | Не участвовал  |
| 2014/15                                                                                  | Лейкерс | 52               | 34               | 23,7             | 33,7             | 33,6             | 83,2             | 2,8              | 1,8              | 0,6              | 0,5              | 6,4              | Не участвовал  | Не участвовал  | Не участвовал  | Не участвовал  | Не участвовал  | Не участвовал  | Не участвовал  | Не участвовал  | Не участвовал  | Не участвовал  | Не участвовал  |
| 2015/16                                                                                  | Лейкерс | 36               | 0                | 13,1             | 36,9             | 13,5             | 68,5             | 3,4              | 0,6              | 0,4              | 0,3              | 4,2              | Не участвовал  | Не участвовал  | Не участвовал  | Не участвовал  | Не участвовал  | Не участвовал  | Не участвовал  | Не участвовал  | Не участвовал  | Не участвовал  | Не участвовал  |
|                                                                                          | Всего   | 147              | 59               | 20,5             | 38,1             | 31,3             | 79,6             | 3,3              | 1,4              | 0,5              | 0,5              | 6,5              | Не участвовал  | Не участвовал  | Не участвовал  | Не участвовал  | Не участвовал  | Не участвовал  | Не участвовал  | Не участвовал  | Не участвовал  | Не участвовал  | Не участвовал  |
| Наведите курсор мыши на аббревиатуры в заголовке таблицы, чтобы прочесть их расшифровку. |         |                  |                  |                  |                  |                  |                  |                  |                  |                  |                  |                  |                |                |                |                |                |                |                |                |                |                |                |

### Статистика в Д-Лиге
| Сезон                                                                                    | Команда      | Регулярный сезон | Регулярный сезон | Регулярный сезон | Регулярный сезон | Регулярный сезон | Регулярный сезон | Регулярный сезон | Регулярный сезон | Регулярный сезон | Регулярный сезон | Регулярный сезон | Серия плей-офф | Серия плей-офф | Серия плей-офф | Серия плей-офф | Серия плей-офф | Серия плей-офф | Серия плей-офф | Серия плей-офф | Серия плей-офф | Серия плей-офф | Серия плей-офф |
| Сезон                                                                                    | Команда      | GP               | GS               | MPG              | FG%              | 3P%              | FT%              | RPG              | APG              | SPG              | BPG              | PPG              | GP             | GS             | MPG            | FG%            | 3P%            | FT%            | RPG            | APG            | SPG            | BPG            | PPG            |
| ---------------------------------------------------------------------------------------- | ------------ | ---------------- | ---------------- | ---------------- | ---------------- | ---------------- | ---------------- | ---------------- | ---------------- | ---------------- | ---------------- | ---------------- | -------------- | -------------- | -------------- | -------------- | -------------- | -------------- | -------------- | -------------- | -------------- | -------------- | -------------- |
| 2013/14                                                                                  | Лос-Анджелес | 5                | 5                | 39,7             | 41,9             | 25,0             | 91,5             | 7,6              | 3,8              | 1,6              | 1,4              | 25,2             | Не участвовал  | Не участвовал  | Не участвовал  | Не участвовал  | Не участвовал  | Не участвовал  | Не участвовал  | Не участвовал  | Не участвовал  | Не участвовал  | Не участвовал  |
| 2014/15                                                                                  | Лос-Анджелес | 1                | 1                | 44,5             | 44,4             | 33,3             | 91,7             | 4,0              | 2,0              | 0,0              | 1,0              | 30,0             | Не участвовал  | Не участвовал  | Не участвовал  | Не участвовал  | Не участвовал  | Не участвовал  | Не участвовал  | Не участвовал  | Не участвовал  | Не участвовал  | Не участвовал  |
| 2015/16                                                                                  | Лос-Анджелес | 7                | 7                | 35,8             | 52,9             | 37,5             | 77,8             | 7,3              | 3,0              | 1,3              | 2,0              | 27,0             | Не участвовал  | Не участвовал  | Не участвовал  | Не участвовал  | Не участвовал  | Не участвовал  | Не участвовал  | Не участвовал  | Не участвовал  | Не участвовал  | Не участвовал  |
|                                                                                          | Всего        | 13               | 13               | 38,0             | 47,8             | 32,8             | 84,4             | 7,2              | 3,2              | 1,3              | 1,7              | 26,5             | Не участвовал  | Не участвовал  | Не участвовал  | Не участвовал  | Не участвовал  | Не участвовал  | Не участвовал  | Не участвовал  | Не участвовал  | Не участвовал  | Не участвовал  |
| Наведите курсор мыши на аббревиатуры в заголовке таблицы, чтобы прочесть их расшифровку. |              |                  |                  |                  |                  |                  |                  |                  |                  |                  |                  |                  |                |                |                |                |                |                |                |                |                |                |                |

### Статистика в колледже
| Сезон                                                                                   | Команда | GP  | GS | MPG  | FG%  | 3P%  | FT%  | RPG | APG | SPG | BPG | PPG  |  |
| --------------------------------------------------------------------------------------- | ------- | --- | -- | ---- | ---- | ---- | ---- | --- | --- | --- | --- | ---- |  |
| 2009/10                                                                                 | Дьюк    | 35  | 0  | 6,4  | 35,6 | 26,3 | 66,7 | 1,1 | 0,4 | 0,3 | 0,4 | 1,2  |  |
| 2010/11                                                                                 | Дьюк    | 37  | 28 | 20,1 | 51,6 | 31,9 | 80,5 | 3,7 | 0,8 | 0,7 | 1,4 | 6,6  |  |
| 2011/12                                                                                 | Дьюк    | 31  | 19 | 25,9 | 44,4 | 40,8 | 80,7 | 5,4 | 1,1 | 0,8 | 1,0 | 11,8 |  |
| 2012/13                                                                                 | Дьюк    | 23  | 23 | 28,9 | 45,3 | 42,2 | 81,2 | 5,3 | 1,7 | 0,7 | 1,6 | 12,9 |  |
|                                                                                         | Всего   | 126 | 70 | 19,3 | 46,0 | 37,9 | 80,5 | 3,7 | 0,9 | 0,6 | 1,0 | 7,5  |  |
| Наведите курсор мыши на аббревиатуры в заголовке таблицы, чтобы прочесть их расшифровку |         |     |    |      |      |      |      |     |     |     |     |      |  |